# Amore nero (singolo)
Amore nero è un singolo del gruppo musicale pop italiano Sugarfree, pubblicato il 6 novembre 2009 dall'etichetta discografica CMP.
Il singolo ha accompagnato la pubblicazione dell'EP In simbiosi.

## Tracce
1. Amore nero - 3:51 (Francesco Altobelli, A. Gallo, A. Consoli)